# NGC 6268
NGC 6268 is een open sterrenhoop in het sterrenbeeld Schorpioen. Het hemelobject werd op 5 juni 1826 ontdekt door de Schotse astronoom James Dunlop.

## Synoniemen
- OCL 1002
- ESO 332-SC17